# 舌葉音

舌位示意图：1)舌尖音、2)舌尖上音、3)舌叶音、4)舌尖舌叶音。据Dart (1991)

舌叶音是一种阻碍流经舌面、上颌平面处气流发出的音。:152它在部分语言中与仅由舌尖和上颌形成的舌尖音形成对立。
有时，舌叶音会被视作只包括舌面调音的辅音，此时舌尖下降，舌尖-舌叶则指舌面、升高的舌尖共同调音的部位。:129:133
这样的区分仅限于舌冠音。

## 与舌尖音比较
- 对立常见于澳大利亚原住民语言，没有擦音。
- 南亚少数语言有舌尖和舌叶塞音对立。印度斯坦语中，舌尖塞音也被称作“卷舌音”，但实际上是齿龈音或龈后音。马拉雅拉姆语有舌叶齿音、舌尖齿龈音和真舌尖后卷舌音在鼻音和清塞音的三重对立。
- 巴斯克语和米兰达语在齿龈附近区分舌叶咝音和舌尖咝音；普通话、[4]塞尔维亚-克罗地亚语和波兰语中则与龈后音对立。
- 加利福尼亚州一些原住民语言塞音和擦音都对立。
- 达哈罗语只在塞音有对立。

因为舌叶音需要使舌头近乎成一平面，覆盖的范围比舌尖音广。部分语言中的舌叶音要盖住从硬颚到齿的所有空间，使得两者很难区分。舌叶齿龈和舌尖是两个不同的调音部位。
一种非常普遍的舌叶音有时也被称为齿-齿龈音，其部位自齿龈缘至齿，比其他齿龈舌叶音更前，盖住更多牙槽嵴，可能被视作龈后音。见于法语。

## 与齿龈音比较
发舌叶齿龈音或齿-齿龈音时，舌尖却会碰到齿后缘，甚至在齿间突出来，这一般叫做齿音。
然而声学上看，确定调音部位的关键在于最后面的成阻位置，也是口内共振腔中止的地方。因此，法语的舌冠音和齿龈音发音部位为舌叶，不同于英语舌尖齿龈音(即在法语中舌头更平)。
部分语言中确实存在不接触齿音的真舌叶齿音，如印度斯坦语，这又与法语音系不同。无论如何，接触面的广度确实起一定作用。
国际音标中，表示舌叶音的变音符号是U+033B ◌̻ COMBINING SQUARE BELOW ，HTML：&#827;。

## 书目
- Catford, J.C. . Bloomington: Indiana University Press. 1977.
- Gafos, Diamandis. . Proceedings of the North East Linguistics Society. 1997, 27  [2022-01-16]. （原始内容存档于2021-06-28）.
- Dart, Sarah N. . Working Papers in Phonetics No. 79. 1991  [2022-01-16]. （原始内容存档于2022-01-21）.
- Dart, Sarah N.; Nihalani, Paroo. . Journal of the International Phonetic Association (Cambridge University Press). 1999, 29 (2): 129-142  [2022-01-16]. JSTOR 44526241. doi:10.1017/S0025100300006502. （原始内容存档于2022-01-16）.
- Ladefoged, Peter; Maddieson, Ian. . Oxford: Blackwell. 1996. ISBN 0-631-19814-8 （英语）.